# Parafia polskokatolicka Zmartwychwstania Pańskiego w Bydgoszczy
Parafia Zmartwychwstania Pańskiego w Bydgoszczy – parafia Kościoła Polskokatolickiego w RP, położona w dekanacie pomorsko-warmińskim diecezji warszawskiej.

## Historia parafii
Parafia polskokatolicka (ówcześnie kościół ten nazywał się Polskim Narodowym Kościołem Katolickim) w Bydgoszczy powstała wiosną 1925. Jej założycielem i pierwszym proboszczem był ks. Stanisław Zawadzki. W okresie dwudziestolecia międzywojennego nabożeństwa odbywały się w lokalach prywatnych, a także, przez pewien okres, w kaplicy Kościoła Staroluterskiego. W latach trzydziestych z funduszu misyjnego Polskiego Narodowego Kościoła Katolickiego zakupiono działkę przy ulicy Dolina, jednak przygotowania do budowy kościoła zostały przerwane wybuchem II wojny światowej. W czasie okupacji hitlerowskiej parafia zawiesiła oficjalną działalność.
W 1946 parafii została przydzielona działka po niemieckojęzycznej gminie wyznaniowej Kościoła Nowoapostolskiego. W 1982 przy kościele zbudowano nową plebanię. Od 1986 proboszczem parafii był ks. dziekan dr Tadeusz Urban (w latach 1982-1984 posługiwał on w parafii jako wikariusz). W 2019 proboszczem parafii został ks. dr hab. Mirosław A. Michalski, prof. Chrześcijańskiej Akademii Teologicznej w Warszawie. W czerwcu 2022 roku parafię objął ks. mgr Piotr Kowalczyk. Przy parafii działa Towarzystwo Niewiast Adoracji Najświętszego Sakramentu (TNANS). 
Parafia jest też aktywna na niwie ekumenicznej, m.in. od kilku lat uczestniczy w Tygodniach Kultury Chrześcijańskiej (w kościele odbywają się koncerty operowe, występy chórów i recytacje poezji o tematyce biblijnej z udziałem artystów scen bydgoskich).